# استوك (سيف)
استوك هو سيف فرنسي، وقد تم استخدامه من القرن الرابع عشر إلى القرن السابع عشر.  يتميز بمقبض صليبي الشكل مع قبضة للاستخدام باليدين [بحاجة لمصدر] وشفرة مستقيمة بلا حواف ولكنها مدببة بشكل حاد يبلغ طولها حوالي 36 إلى 52 بوصة (91 إلى 132 سم). ويلاحظ لقدرته على اختراق درع البريد.

## وصفه
كان سيف الاستوك نوعًا مختلفًا من السيف الطويل المصمم للقتال ضد الدرع المتسلسل أو الدرع اللوحي .  لقد كان طويلًا ومستقيمًا وصلبًا بدون حافة قاطعة، بل مجرد نقطة. أمثلة من بولندا يزيد طولها عن 160 سم (62 بوصة)، بشفرة يبلغ طولها 130 سم (52 بوصة)؛ ومع ذلك، يظهر البعض الآخر شفرة بطول 115 سم (46 بوصة) أكثر قابلية للإدارة، مع شفرة بطول 90 سم (36 بوصة).[بحاجة لمصدر] يبلغ متوسط هذه السيوف حوالي أربعة أرطال (2 كجم) مع عدم وجود عينة تزن أكثر من ستة أرطال (2.7 كجم).
يمكن أن تكون المقاطع العرضية للشفرة مثلثة، أو مربعة، أو معينية، أو سداسية مسطحة.  لا تترك هذه الهندسة أي قدرة على القطع نظرًا لأن الحافة الحادة لا يمكن تأريضها ببساطة ولكنها تسمح للسلاح بأن يكون طويلًا وقاسيًا ومدببًا بشكل حاد للغاية.
في وقت مبكر، تم تعليق الاستوك من السرج عندما يكون المحارب ممتطيا حصانًا، وكان يُعلق ببساطة من الحزام عندما يسقط الجندي على الأرض. ومع تطور السلاح، بدأ جنود المشاة في ارتدائه في غمد. تمنح قبضةقبضة الاستوك الممتدة للمحارب ميزة النفوذ الإضافي الذي يمكن من خلاله دفع السلاح الطويل بشكل أكثر دقة وقوة. قدمت بعض الأشكال الأخرى حلقات الأصابع أو الريشات المنحنية أو أنواع أخرى من المقابض المركبة.

## التاريخ
ومع تحسن الدروع، تحسنت أيضًا أساليب مهاجمتها. وسرعان ما تم إدراك أن أسلحة القطع بدأت تفقد فعاليتها، لذلك تم استخدام أسلحة السحق مثل الصولجانات والفؤوس. تم أيضًا استخدام أسلحة الدفع التي يمكنها تقسيم حلقات الدرع المتسلسل ، أو العثور على مفاصل وشقوق الدروع اللوحية. يمكن أيضًا استخدام السيوف الطويلة المدببة كرماح بمجرد انقسام الرمح الفعلي. وهكذا تم تطوير الاستوك. للكلمة الفرنسية (estoc تترجم إلى التوجه).
في حين أنه لا يوجد ما يمنع الاستوك من أن يكون بيد واحدة، إلا أن معظمهم يستخدمون يدين ، ويتم استخدام نصف سيف أو يدين على المقبض.[بحاجة لمصدر]
خلال الحروب الأهلية الإنجليزية ، أوصى الجنرال جورج مونك بأن يحمل جنود المشاة "ثنية صلبة جيدة، ليست طويلة جدًا" لأنهم غالبًا ما يكسرون السيوف العادية باستخدامها لتقطيع الحطب. 

### الصيد
تم استخدام الاستوك على نطاق واسع كسيف صيد في أواخر القرن الخامس عشر،  عادةً لصيد الخنازير البرية والدب والأيل؛ عادة من ظهور الخيل. على الرغم من أن الصيد بالسيف أقل مثالية من استخدام الرمح، إلا أن عنصر الخطر الإضافي يضاف إلى متعة الصيد، حيث أن استخدام السيف جعل الصياد أقرب إلى الحيوانات الخطرة، كما جلب المزيد من المجد. كان الاستوك مفيدًا لهذا الغرض، نظرًا لكونه سيفًا طويلًا بشفرة قوية، قادرًا على تحمل صدمة الالتقاء بحيوان دون أن ينكسر، مع توفير الوصول اللازم للهجوم من ظهور الخيل. ومع ذلك، كان لديه أيضًا نقطة رفيعة وحادة جدًا، مصممة لاختراق البريد المتسلسل. كان لهذه النقطة الرقيقة تأثير جرح نهائي فوري ضئيل على الخنزير البري أو الدب، ما لم يتم إصابة عضو حيوي، مما يتطلب وجود رجل ثانٍ للوقوف بجانبه بحربة للقضاء على الحيوان الجريح. كان من السهل أيضًا الإفراط في الاختراق، مما يعرض اللاعب للخطر من مخالب الحيوان وأسنانه. حوالي عام 1500 بعد الميلاد، تم التوصل إلى حل عن طريق استبدال النقطة الرفيعة من الإيستوك برأس رمح خنزير قياسي على شكل ورقة ، مما أدى في جوهره إلى إنشاء رمح قصير بيد واحدة. لمنع الشفرة من الاختراق الزائد، تم تجهيز معظمها بعمود متقاطع فوق الشفرة. للسماح للشفرة بأن تتناسب مع الغمد، كانت هذه عادةً عبارة عن أوتاد بسيطة قابلة للإزالة من الخشب أو العظام، ولكن بعض الأمثلة تحتوي على أعمدة محملة بنابض يتم نشرها تلقائيًا عند سحب الشفرة. تظهر صورة مبكرة لهذه "السيوف الرمحية" الإمبراطور ماكسيميليان الأول في موكب النصر بعد صيد الخنازير الناجح، حيث يحمل الفرسان بفخر سيوفهم المدببة بالرمح في وضع مستقيم. وسرعان ما أصبحت هذه الأسلحة شائعة على نطاق واسع في جميع أنحاء أوروبا، ويمكن العثور على أمثلة في العديد من الرسوم التوضيحية والأوصاف في ذلك الوقت.[بحاجة لمصدر]

## مصارعة الثيران
الاستوك هو أيضًا الاسم الذي يطلق على السيف الذي يستخدمه مصارع الثيران في رياضة مصارعة الثيران الإسبانية، والمعروف أيضًا باسم espada de matar toros ("سيف قتل الثيران"). كان مصارع الثيران عادةً عبارة عن سيف أقصر يستخدم بيد واحدة ويبلغ طوله حوالي 88 سم (35 بوصة).